# Izzy Stradlin

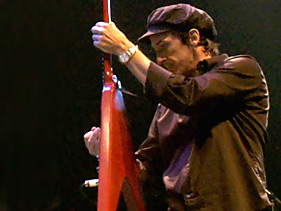
Izzy Stradlin in 2006

Izzy Stradlin - echte naam Jeffrey Dean Isbell - (Lafayette (Indiana), 8 april 1962) is een Amerikaanse muzikant die voornamelijk bekend is geworden als gitarist van de rockgroep Guns N' Roses.
Izzy Stradlin richtte in 1985 met zijn jeugdvriend Axl Rose de band Guns N' Roses op. Hoewel Stradlin te boek staat als een stille persoon die het liefst op de achtergrond blijft, drukte hij als een van de componisten van de band en als ritmegitarist zijn stempel op de muziek van de band. Stradlin is onder meer de componist van grote hits als "Don't cry", "You could be mine", "Paradise city" en "Patience".
In 1991 voltooide hij met Guns N' Roses de twee Use Your Illusion albums, maar na een aantal optredens van de wereldtournee verliet Stradlin in november 1991 de band. Er zijn vele speculaties over de redenen van vertrek. In de biografie van Guns N' Roses-gitarist Slash worden de rellen tijdens een concert in St. Louis, alsmede het bijna uit de hand lopen van een concert in Mannheim genoemd als waarschijnlijke redenen.
Stradlin ging terug naar Indiana en begon met het opnemen van zijn eerste soloalbum (Izzy Stradlin & The juju hounds). In 1993 was hij nog kortstondig terug te zien als gitarist van Guns N' Roses toen hij Gilby Clarke verving die zijn pols had geblesseerd door een motorongeluk. Na deze optredens trok hij zich terug in Indiana en wilde een aantal jaren niets meer met de muziekindustrie te maken hebben. Het muzikantenleven en de muziekindustrie hadden te veel sporen bij Stradlin achtergelaten en hij wilde iets anders doen. Pas in 1998 bracht hij weer een nieuw (solo)album uit, maar ook hiervoor wilde hij zo min mogelijk promotie doen.
Toen in 2002 Slash, Duff McKagan en Matt Sorum (voormalige Guns N' Roses bandleden) een nieuwe band, Velvet Revolver, oprichtten, vroegen ze Izzy om er bij te komen. Stradlin bedankte hiervoor omdat hij niet meer terug wilde naar het reizende bestaan van een toerende muzikant.
De afgelopen jaren heeft Stradlin een aantal soloalbums uitgebracht en gastoptredens verzorgd, waaronder een aantal tijdens de huidige tournee van Guns N' Roses.

## Albums
- Izzy Stradlin & The Juju Hounds (1992)
- 117 degrees (1998)
- Ride on (1999)
- River (2001)
- On down the road (2002)
- Like a Dog (2003)
- Miami (2007)
- Fire, the acoustic album (2007)
- Concrete (2008)
- Smoke (2009)
- Wave of Heat (2010)

- Bibsys: 1090085
- Bibliothèque nationale de France: cb14010176f (data)
- CiNii: DA18021441
- Gemeinsame Normdatei: 134785827
- International Standard Name Identifier: 0000 0000 7839 7096
- Library of Congress Control Number: no98109438
- MusicBrainz: d8433dee-d1a8-4b40-b27c-40bc53481167
- Nationale Bibliotheek van Tsjechië: ola2002152027
- Nationale Bibliotheek van Israël: 987008816730805171
- Système universitaire de documentation: 158459229
- Virtual International Authority File: 84964458
- WorldCat: E39PBJB8mpH68jbdffK9GH9CcP